# 22846 Фредвітакер
22846 Фредвітакер (22846 Fredwhitaker) — астероїд головного поясу, відкритий 9 вересня 1999 року.
Тіссеранів параметр щодо Юпітера — 3,508.